# Georg Frederik Ursin

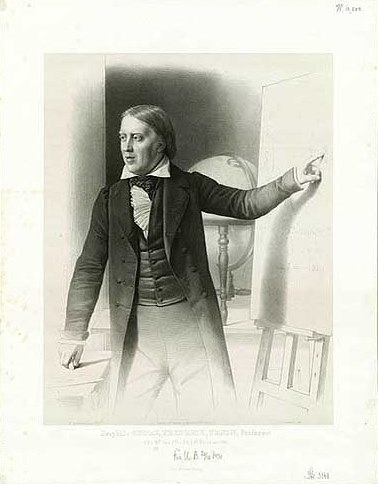
Georg Frederik Ursin

Georg Frederik Ursin (* 22. Juni 1797 in Kopenhagen; † 4. Dezember 1849 ebenda) war ein dänischer Mathematiker.

## Leben
Sein Vater hatte den Nachnamen Kruger, sein genehmigter Familienname stammte von seiner Mutter. Er absolvierte eine Ausbildung als Landvermesser und besuchte die Metropolitanskolen in Kopenhagen, wo er eine Preisaufgabe in Mathematik gewann und sein Examen ablegte.
1818 studierte er Astronomie bei Carl Friedrich Gauß in Göttingen. Von 1819 bis 1829 war er Observator an der Kopenhagener Sternwarte. 1827 wurde er Professor für Mathematik an der Akademie der schönen Künste. Von 1829 bis 1832 war er Lehrer der Maschinenlehre und Technologie an der polytechnischen Lehranstalt. 1849 war er Verwalter von Schloss Charlottenborg.
1823 heiratete er Helene Elisabeth de Thurah (1797–1876).
Er veröffentlichte elementare Mathematiklehrbücher, unter anderem über Arithmetik und Darstellende Geometrie, die sich vor allem an Handwerker, Künstler und Kaufleute richteten, nautische Almanache und eine Sammlung populärwissenschaftlicher Aufsätze zur Astronomie (1838). Ab 1826 gab er die erste polytechnische Zeitschrift Dänemarks heraus, die 16 Jahre erschien. Außerdem schrieb er über technische Themen in Zeitschriften wie Borgervennen, das er mitherausgab.
Die Lokomotive DSB EA 3020 wurde nach ihm benannt.
1829 wurde er Mitglied der Königlich Dänischen Akademie der Wissenschaften.

## Werke (Auswahl)
- De eclipsi solari 7 Sept. 1820. Dissertatio … 17 November 1820. Schultz, Hafnia (Kopenhagen) 1820, OCLC 28011196 (Latein).
- Logarithmi VI decimalium scilicet numerorum ab 1 ad 100.000 et sinuum et tangeentium ad 10ʺ, quibus additi sunt varii logarithmi et numeri saepius in mathesi adhibiti, curante Georgio Frederico Ursino, … In: H. C. Schumacher (Hrsg.): Astronomische Nachrichten. Band 2, Nr. 37. In libraria Gyldendaliana, Hafnia (Kopenhagen) 1824, OCLC 458464329 (Latein).
- Die Dampfmaschine. In 12 allgemein faßl. Vorlesungen dargest. Univ.-Buchhandlung, Kiel 1840 (runeberg.org – dänisch: Dampmaskinen fremstillet i 15 populære Forelæsninger.).